# グリーゼ740
グリーゼ740 (Gliese 740, Gl 740, GJ 740) とは、太陽系から36光年の距離にある赤色矮星。赤色矮星の中では比較的大型であり、太陽の56%の半径を持つと考えられている。
この星は赤色矮星を対象とした視線速度法による複数の太陽系外惑星サーベイ（HADESやCARMENES）でターゲットの1つとして選ばれている。20世紀初めにすでに固有運動の大きい星として知られており、1911年の研究では写真乾板に基づいて60±27ミリ秒という年周視差が測定されていた。
グリーゼ740は2つの周期で彩層活動を変化させる。一つは自転に同期した変動で、もう一つは太陽活動周期に似た5.6年周期の変動である。自転周期は36.3日や35.2±0.3日という値が報告されている。また、ASASサーベイのデータには、この星が自転に同期して0.014等級（1.3%）の幅で変光することが記録されている。

## 惑星系
2021年2月、グリーゼ740の周囲を公転する1つの地球型惑星（スーパー・アース）であるグリーゼ740bが発見された。
| 名称 （恒星に近い順） | 質量                | 軌道長半径 （天文単位） | 公転周期 (日)            | 軌道離心率      | 軌道傾斜角 | 半径 |
| --------------------- | ------------------- | ----------------------- | ------------------------ | --------------- | ---------- | ---- |
| b                     | >2.96+0.50 −0.48 M⊕ | 0.029±0.001             | 2.37756+0.00013 −0.00011 | 0.24+0.15 −0.14 | —          | —    |